# 野田佳代
野田 佳代（のだ かよ、1961年11月3日 - ）は、日本の女優。本名：野田 佳代（のだ かよ）、旧姓：出口 佳代（でぐち かよ）。大阪府枚方市出身。

## 来歴
関西大学英米文学部卒業。
1983年、第一回松竹芸能タレントスカウトオーディション合格。
専属タレントを経て、ジャパンアカデミー、ウェスタ、A-Lights所属後、
現在、希楽星所属

## 人物
特技は英会話。実用英語技能検定準1級、教員免許英語高校2級・中学1級、小学校英語指導員を取得。
大阪弁を使う。
趣味は映画鑑賞、カメラ、ZUMBA、ハリネズミ

## 出演

### テレビ
• TBSドラマ　 ９ボーダー　高木郁子役　2024年
- 必殺仕事人V・激闘編 第22話 「せん、女ひとり旅する」（1985年、朝日放送） - お佐代 役
- 見上げればいつも青空 - 小木明子 役
- 心はいつもラムネ色（NHK)
- ワイドショーWHO藤本義一の旅（関西テレビ） - レポーター
- マイ大阪（大阪市広報番組） - レポーター

### 映画
- The Nasty Environment（2017年、Red Soul Babies） - Masami 役

＊The Six Cases Episode 2 (2019年、Red Soul Babies) - Anna 役
directed by Hiro Honda
✴︎炎上する君　(ふくだももこ監督)2023年

### Web
- 30年分の愛（2015年、ロート製薬 Webドラマ） - 菅田俊の妻 役
- 富士通タブレットCM - メイン教師 役
- The Six Cases Episode 2 (2019年、Red Soul Babies) - Anna 役

### 舞台
- キャバレー物語（近鉄劇場）

✴︎MOTHER 特攻の母 〜鳥濱トメ物語 (2019年5月)堀川むつ役
✴︎MOTHER 特攻の母〜鳥濱トメ物語　(2021年11月)堀川むつ役

### バラエティー
- 今夜なに色
- キスマイフェイク

・お笑いの日2022年ランジャタイ✖️ダイアン津田　
　コント　わんこそばのおばちゃん

### CM
- ダイドードリンコ 燕龍茶
- アフラック　もっとやさしいEVER　山登り　心配する妻編
- カップヌードル　本音と建前編

✴︎ロト7
✴︎ ロコフィットgl